# Ophiomyxa compacta
Ophiomyxa compacta is een slangster uit de familie Ophiomyxidae.
De wetenschappelijke naam van de soort werd in 1905 gepubliceerd door René Koehler.